# Totekiko

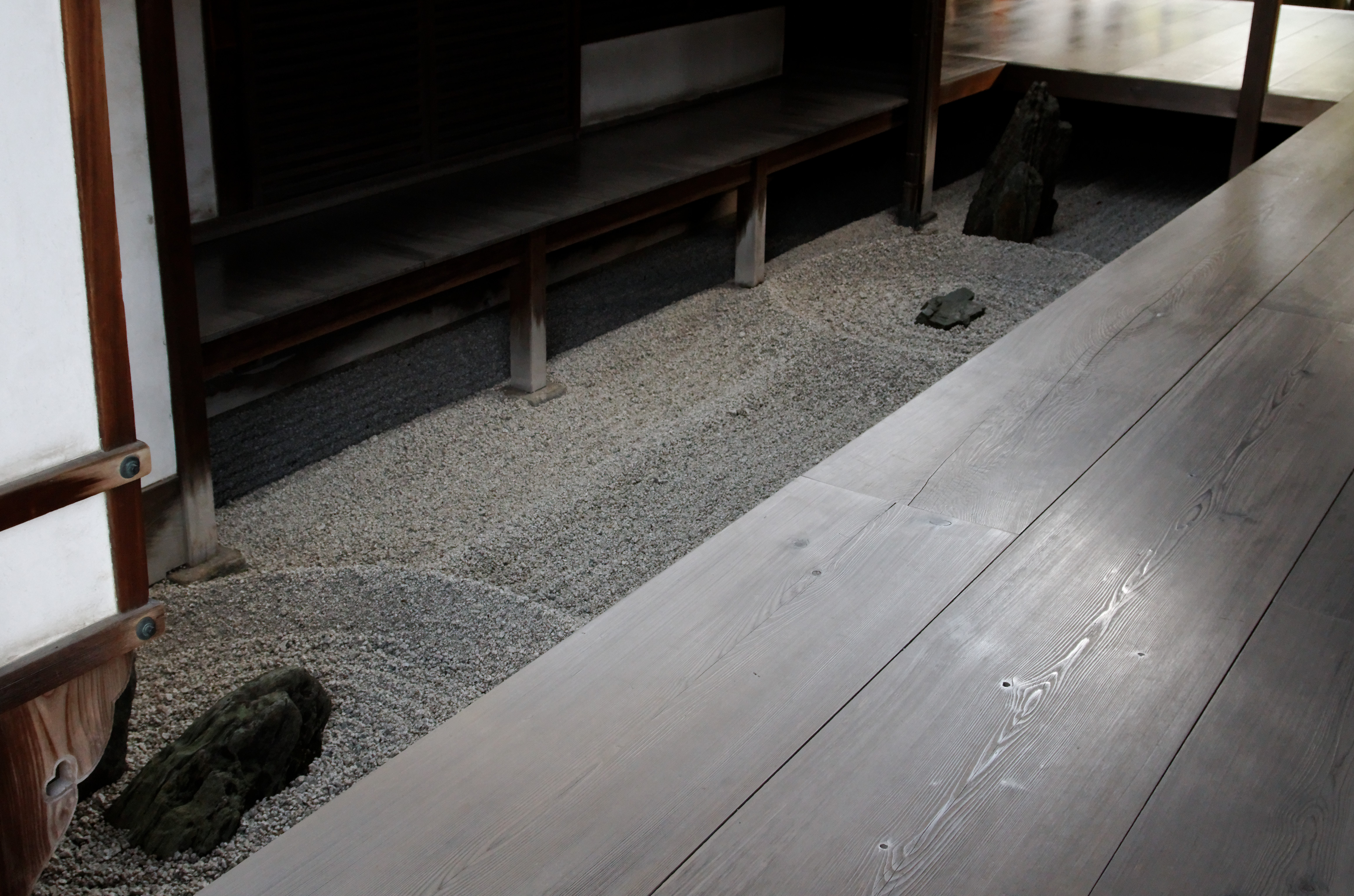

Le Totekiko est un des cinq jardins du Ryōgen-in, sous-temple du Daitoku-ji situé dans l'arrondissement de Kita-ku de Kyoto au Japon. Il est aménagé par Nabeshima Gakusho en 1958 et passe pour être le plus petit jardin sec japonais,.
Il s'agit d'un tsubo-niwa, petit jardin clos, composé de roches placées sur le sable ratissé. Des cercles concentriques de gravier autour de pierres placées à chaque extrémité du jardin sont reliés par des nervures parallèles et des sillons. Le jardin est brièvement illuminé par le soleil vers midi chaque jour et il est parfois recouvert par la neige en hiver. Le Totekiko symbolise une maxime zen qui dit que plus violemment une pierre est jetée (à l'eau), plus grandes sont les ondulations[réf. nécessaire].
Le temple comprend aussi trois autres karesansui : l'Isshi-dan, le Koda-tei et le Ryogin-tei, jardin couvert de mousse attribué à Sōami et qui passe pour le plus ancien jardin du Daitoku-ji.